# Kosheen
A Kosheen egy brit trip-hop, drum and bass és rock együttes, melynek központja Bristolban, Angliában van. A trió tagjai: Markee Substance (született: Mark Davies 1974, Springburn, Glasgow), Darren Decoder (született: Darren Beale 1974, Bristol), és az énekes dalszerző Sian Evans. A csapat neve a japán "ko" és "shin" ("régi" és "új") szavakból ered.

## Történet

### Resist (1999–2002)
Első albumuk, a Resist, amely 2001 szeptemberében jelent meg, #8 helyet ért el az Egyesült Királyság album slágerlistáján. Az album kislemezei: a (Slip & Slide) Suicide, a Hide U, a Catch, a Hungry és a Harder.

### Kokopelli (2003–2005)
A második album, a Kokopelli, 2003. augusztusában jelent meg. A nevét egy mitikus indián szellemről kapta. Az album kevésbé koncentrál a drum and bass ütemekre, sokkal jellemzőbb a gitár és a sötétebb hangulatú dalszövegek. Ez a korong sikeresebb lett mint elődje, az album első kislemeze az All In My Head.

### Damage (2007– )
A harmadik album, a Damage 2007. márciusában jelent meg Európában. A brit kiadás két új dallal bővült, (Analogue Street Dub és a Professional Friend) amelyek az európai kiadásban még nem szerepeltek. Az első kislemez az Overkill volt, amely 2007 márciusában jelent meg Európában, augusztusban pedig az Egyesült Királyságban.

## Diszkográfia

### Albumok
| Year | Album        | Csúcshelyezések | Csúcshelyezések | Csúcshelyezések |
| Year | Album        | UK              | AUS             | US Elektronikus |
| ---- | ------------ | --------------- | --------------- | --------------- |
| 2001 | Resist       | 8               | 29              | 15              |
| 2003 | Kokopelli    | 7               | 67              | -               |
| 2007 | Damage       | 95              | -               | -               |
| 2012 | Independence | -               | -               | -               |
| 2013 | Solitude     | -               | -               | -               |

### Kislemezek
| Év   | Cím                              | Csúcshelyezés | Csúcshelyezés | Csúcshelyezés   | Csúcshelyezés | Csúcshelyezés | Csúcshelyezés | Csúcshelyezés |
| Év   | Cím                              | UK            | AUS           | US Dance eladás | IRE           | ITA           | AT            | GER           |
| ---- | -------------------------------- | ------------- | ------------- | --------------- | ------------- | ------------- | ------------- | ------------- |
| 1999 | "Yes Men"                        | -             | -             | -               | -             | -             | -             | -             |
| 1999 | "Dangerous Waters"               | -             | -             | -               | -             | -             | -             | -             |
| 2000 | "Hide U"/"Empty Skies"           | 73            | -             | -               | -             | -             | -             | -             |
| 2000 | "Catch"                          | 86            | -             | -               | -             | -             | -             | -             |
| 2001 | "(Slip & Slide) Suicide"         | 50            | -             | -               | -             | -             | -             | -             |
| 2001 | "Hide U (Remix)"                 | 6             | 23            | 15              | -             | -             | -             | -             |
| 2001 | "Catch (Re-release)"             | 15            | 27            | -               | -             | -             | -             | -             |
| 2002 | "Hungry"                         | 13            | 53            | -               | -             | -             | -             | -             |
| 2002 | "Harder"                         | 53            | -             | -               | -             | -             | -             | -             |
| 2003 | "All In My Head"                 | 7             | 37            | -               | 34            | 49            | -             | -             |
| 2003 | "Wasting My Time"                | 49            | -             | -               | -             | -             | -             | -             |
| 2004 | "Avalanche" (csak letöltés)      | -             | -             | -               | -             | -             | -             | -             |
| 2007 | "Overkill"                       | -             | -             | -               | -             | -             | 66            | 70            |
| 2007 | "Guilty" (csak európai letöltés) | -             | -             | -               | -             | -             | -             | -             |

## Fordítás
- Ez a szócikk részben vagy egészben  a   Kosheen című angol Wikipédia-szócikk fordításán alapul.  Az eredeti cikk szerkesztőit annak laptörténete sorolja fel. Ez a jelzés csupán a megfogalmazás eredetét és a szerzői jogokat jelzi, nem szolgál a cikkben szereplő információk forrásmegjelöléseként.